# Ernest Mottier
Ernest Mottier (* 16. April 1891 in Château-d’Oex; † 16. August 1968 ebenda) war ein Schweizer Eishockeyspieler.

## Karriere
Ernest Mottier nahm für die Schweizer Eishockeynationalmannschaft an den Olympischen Winterspielen 1924 in Chamonix teil.